# Abagelard de Hauteville
Abélard de Hauteville ou Abélard le Rebelle est un prince normand d'Italie, fils aîné de Onfroi de Hauteville, comte de Melfi et d'Apulie, et d'une princesse lombarde d'Italie méridionale, Altrude de sœur du duc de Sorrente.

## Biographie
Né après 1044 (date d'arrivée probable de son père en Italie), Abélard (ou Abagélard) est encore mineur lorsque son père meurt prématurément en 1057. Avant de mourir, ce dernier l'avait confié, lui et son frère cadet Herman, à leur oncle Robert Guiscard. Celui-ci, succédant naturellement à son frère étant donné la minorité de ses neveux, compte bien garder leurs possessions pour son propre compte.
Abélard, une fois majeur, se révolte fréquemment contre l’autorité de Guiscard (dès 1064), ce puissant oncle s’estimant le légitime successeur de son frère Onfroi. Abélard est banni du duché d'Apulie en 1068.
Cependant, Guiscard lui pardonne étrangement plusieurs fois ses vaines tentatives de rébellion, lui offrant même des terres et des villes. En 1072, en relation avec Richard Ier d'Aversa, Abélard participe à la révolte des Capouans contre Guiscard, puis à une nouvelle rébellion contre ce dernier en 1073 et en 1078.
Selon la Brève chronique des Normands, Abélard se rendit en 1079 à Troia où il mit en fuite Bohémond, fils de Robert Guiscard, puis assiégea et prit Asculum (Ascoli ?) avant d'être battu et chassé par Guiscard, et contraint de fuir à Constantinople où il mourut.
Réfugié à la cour de l'empereur byzantin Alexis Comnène, ennemi juré des Normands, il cherche une nouvelle fois des appuis pour tenter de récupérer son héritage en Italie.
Abélard meurt prématurément en Illyrie (ou en Grèce), vers 1081, peut-être lors de l'expédition lancée par Robert Guiscard contre l'Empire byzantin. Il est probablement inhumé sur place et sa dépouille ne sera jamais rapatriée à Venosa, lieu de sépulture familiale des Hauteville en Italie.